# That's How Strong My Love Is
"That's How Strong My Love Is" is een nummer van de Amerikaanse zanger O. V. Wright.

## Achtergrond
"That's How Strong My Love Is" is geschreven door Roosevelt Jamison. Het werd voor het eerst opgenomen door de deepsoulzanger O. V. Wright, die het in 1964 uitbracht als single. In het nummer worden natuurfenomenen zoals de zon, de maan en de oceaan gebruikt om de liefde van de zanger naar diens partner te beschrijven. Het  nummer betekende de eerste samenwerking tussen Wright en Jamison, maar werd nog geen hit. In 1965 behaalde een cover door Otis Redding, afkomstig van zijn album The Great Otis Redding Sings Soul Ballads, wel de hitparades. In de Billboard Hot 100 kwam het tot plaats 74, terwijl in de r&b-lijsten de achttiende plaats werd gehaald.
Naast Redding is "That's How Strong My Love Is" door vele andere artiesten gecoverd. In Nederland is de versie van The Rolling Stones bekend, afkomstig van hun album Out of Our Heads uit 1965. Deze versie stond enige jaren in de Radio 2 Top 2000, waarbij in 2006 op plaats 1250 de hoogste notering werd gehaald. Andere artiesten die het hebben opgenomen, zijn Bryan Ferry, Roland Gift, The Hollies (op hun album Would You Believe?), Mick Hucknall, Humble Pie, The In Crowd, Billie Ray Martin, Buddy Miller, Question Mark & the Mysterians, Paul Rodgers (op zijn album The Royal Sessions), Seven Mary Three, Percy Sledge, Millie Small, Candi Staton, The Sweet Inspirations, Taj Mahal en The Youngbloods.

## NPO Radio 2 Top 2000
| Nummer met noteringen in de NPO Radio 2 Top 2000  | '05  | '06  | '07  | '08  | '09  | '10  | '11  |
| ------------------------------------------------- | ---- | ---- | ---- | ---- | ---- | ---- | ---- |
| That's How Strong My Love Is (The Rolling Stones) | 1623 | 1250 | 1368 | 1773 | 1644 | 1547 | 1673 |

1. ↑  Een vetgedrukt getal geeft de hoogste notering aan.
2. ↑  2005 was het eerste jaar met een notering voor dit nummer.
3. ↑  Deze tabel is bijgewerkt tot en met de laatste editie (2024).